# Eccremidium exiguum
Eccremidium exiguum là một loài rêu trong họ Ditrichaceae. Loài này được Hook. f. & Wilson Wilson mô tả khoa học đầu tiên năm 1900.